# 573
573 је била проста година.

## Догађаји
- Византијско-сасанидски рат: Персијске снаге под командом краља Хозроје I Ануширван заузимају византијско упориште Дара, након шестомесечне опсаде. У међувремену, мања персијска војска под Адармаханом напредује из Вавилона кроз пустињу, прелази реку Еуфрат и пустоши Сирију. Опљачкани су градови Апамеја и Антиохија.
- Краљ Сигиберт I креће у рат против свог полубрата Хилперика I од Неустрије на наговор своје жене Брунхилде. Апелује на помоћ Германима на десној обали Рајне и они услужно нападају околину Париза и Шартра.
- Лангобарди поново упадају у јужну Галију, али су поражени од Франака под Мумолом, патрицијем и сином гало-римског грофа од Оксера, и протерани су.
- Краљ Клеф завршава лангобардско освајање Тоскане (Средња Италија) и проширује своју власт до капија Равене.
- Сигиберт I поставља Григорија да наследи рођака своје мајке, Еуфронија, за епископа Тура.
- Битка код Арфдерида води се између Гвендолеуа ап Сеидија и синова Елифера, Гвргија и Передура. Снаге Гвендолеуа су убијене, а Мирдин Вилт полуди гледајући овај пораз.
- Лангобарди су присилили Папу Јована III да се повуче из Рима и настани се у катакомбама дуж Виа Апиа.